# Mezzana Mortigliengo
Mezzana Mortigliengo (piemontiul: Mzan-a Mortiengh) település Olaszországban, Piemont régióban, Biella megyében. Lakosainak száma 474 fő (2023. január 1.). Mezzana Mortigliengo Curino, Strona, Valdilana és Casapinta községekkel határos.

## Népesség
A település lakossága az elmúlt években az alábbi módon változott:
| Lakosok száma | 512  | 511  | 474  |
|               | 2017 | 2018 | 2023 |